# Atles de geografia humana
Atles de geografia humana (Atlas de geografía humana) és una pel·lícula espanyola dirigida per Azucena Rodríguez i basada en la novel·la homònima de l'escriptora Almudena Grandes. És protagonitzada per Cuca Escribano, Montse Germán, María Bouzas i Rosa Vilas. Es va estrenar als cinemes el 2007. No és l'única adaptació que s'ha fet de la novel·la, ja que una televisió de Xile la va adaptar com a sèrie sota el títol Geografia del deseo. Ha estat doblada al català.

## Argument
Ana, Rosa, Marisa i Fran són quatre companyes d'una editorial que treballa en la confecció d'un atles de geografia. Segons van dissenyant aquest atles, el lector coneixerà la història de cadascuna de les protagonistes, històries marcades per la solitud, els somnis truncats o els amors inconfessables.

## Repartiment
- Cuca Escribano:	Ana
- Montse Germán:	Rosa
- María Bouzas:	Marisa
- Rosa Vila:	Fran
- David Selvas:	Javier Álvarez
- Nacho Fresneda:	Nacho Huertas
- Boris Ruiz:	Forito
- Anna Barrachina:	Marita
- Carme Sansa:	Madre de Ana
- Alberto Jiménez:	Martín
- Xavier Mira:	Ignacio
- Agustí Villaronga:	Félix
- Diana Gómez:	Amanda
- Víctor Valdivia:	Ignacio, de nen
- Carla Campra:	Clara, de nena
- Dolo Beltrán
- Miquel Gelabert Bordoy

## Rebuda
Premi
2007: Festival de Màlaga: Nominada a la Biznaga de Oro
Crítica
"Irregular, potser alguna cosa discursiva i poc subtil, però amb excel·lents moments, la pel·lícula hauria de trobar el seu públic en la gent que retrata. Potser com vostè."